# TNA 명예의 전당
TNA 명예의 전당(TNA Hall of Fame)은 토털 논스톱 액션 레슬링 주최로 2012년부터 개최되는 행사이다.

## 개최지
| 날짜             | 도시         | 장소                               | 이벤트                           |
| ---------------- | ------------ | ---------------------------------- | -------------------------------- |
| 2012년 10월 13일 | 피닉스       | 포인트 힐튼 타빠치오 클리프 리조트 | 바운드 포 글로리                 |
| 2013년 10월 19일 | 샌디에이고   | 샌디에이고 메리어트 미션 빌리      | 바운드 포 글로리                 |
| 2014년 10월 18일 | 도쿄         | 코라쿠엔 홀                        | 바운드 포 글로리                 |
| 2015년 6월 27일  | 올랜도       | 유니버설 스튜디오                  | 임팩트 레슬링                    |
| 2015년 10월 3일  | 세일럼       | 세일럼 시빅 센터                   | TNA 바운드 포 글로리 라이브 투어 |
| 2016년 10월 2일  | 올랜도       | 유니버설 스튜디오                  | 바운드 포 글로리                 |
| 2018년 10월 13일 | 맨해튼       | 맥홀스 펍                          | 바운드 포 글로리                 |
| 2020년 10월 24일 | 내슈빌       | 스카이웨이 스튜디오                | 바운드 포 글로리                 |
| 2021년 10월 23일 | 라스베이거스 | 샘스 타운 라이브                   | 바운드 포 글로리                 |
| 2022년 10월 7일  | 올버니       | 워싱턴 애비뉴 아머리               | 바운드 포 글로리                 |
| 2023년 10월 21일 | 시서로       | 시서로 스타디움                    | 바운드 포 글로리                 |
| 2024년 10월 26일 | 디트로이트   | 웨인 스테이트 필드하우스           | 바운드 포 글로리                 |

## TNA 명예의 전당 멤버
| 연도   | 헌액자                   |
| ------ | ------------------------ |
| 2012년 | 스팅                     |
| 2013년 | 커트 앵글                |
| 2014년 | 팀 3D (불리 레이 & 디본) |
| 2015년 | 제프 제럿, 얼 헤브너     |
| 2016년 | 게일 킴                  |
| 2018년 | 어비스                   |
| 2020년 | 켄 섐록                  |
| 2021년 | 어썸 콩                  |
| 2022년 | 레이븐                   |
| 2023년 | 트레이시 브룩스          |
| 2024년 | 라이노, 밥 라이더        |

## 같이 보기
- WWE 명예의 전당